# Гольденов Борис Петрович
Бори́с Петро́вич Гольде́нов (нар. 1913, Санкт-Петербург — 1996, останні роки життя проживав у м. Чернівці, Україна) — радянський (український, білоруський) шахіст та тенісист. Чемпіон України із шахів 1944 року.

## Біографія
Борис Гольденов був відомим теністом та шахістом. Ще до німецько-радянської війни він успішно виступав на корті в змаганнях України та СРСР, та вже тоді мав звання майстра спорту з тенісу. Водночас у ті часи Гольденов вважався одним із найсильніших київських шахістів першої категорії. У 1940 і 1941 роках Борис став переможцем чемпіонатів Києва одночасно із шахів та з тенісу.
У перші повоєнні роки не раз був чемпіоном України з тенісу в одиночному та парному розрядах, а також у 1944 році з результатом 10 з 12 очок (+9-1=2) став переможцем першого повоєнного чемпіонату України із шахів. У 1946 році виграв матч у майстра Іллю Кана (Москва) з рахунком 8-3 та отримав звання майстра спорту із шахів, ставши таким чином, майстром у двох видах спорту.
У 1950 році Борис Петрович востаннє став чемпіоном України з тенісу у змішаному розряді (разом з Ольгою Калмиковою). Він все більше часу віддавав шахам. У 1947, 1951 та 1952 роках ставав срібним призером першостей України. У 1947 році дебютував у фінальний частині чемпіонату СРСР, чудово виступивши перед цим у півфіналі, що проходив у Тбілісі (поділ 4—5 місць). Вдруге у фінал чемпіонату СРСР Гольденов кваліфікувався у 1952 році розділивши 2—4 місця разом з Віктором Корчним та Суетіним.
У 1953 році Борис Гольденов переїхав до Мінська. Багаторазовий учасник чемпіонатів Білоруської РСР, переможець першості Білорусі 1956 року, срібний призер 1954 року, бронзовий призер 1953 та 1963 років. У 1964 році посів 2 місце у півфіналі чемпіонату СРСР, що проходив у Кишиневі (11½ очок з 17 можливих). Відтак востаннє став учасником фіналу чемпіонату СРСР, що проходив у Києві, посівши 18 місце серед 20 учасників.
Після виходу на пенсію у 1974 році повернувся в Україну.

## Досягнення
Чемпіон УРСР із шахів 1944 року, тричі срібний призер 1947, 1951 та 1952 років, бронзовий — 1945 року.
 Чемпіон Білорусі із шахів 1956 року, срібний призер 1954 року, бронзовий — 1953 та 1963 років.

Переможець чемпіонату Києва із шахів 1940 та 1941 років.

Учасник трьох фінальних турнірів чемпіонатів СРСР із шахів.

Переможець чемпіонату Києва з тенісу 1940 та 1941 років.

Неодноразовий переможець чемпіонатів України з тенісу в одиночному та парному розрядах.

## Результати виступів у чемпіонатах України
За період з 1937 по 1952 роки Борис Гольденов взяв участь у десяти фінальних турнірах чемпіонатів України, зігравши загалом 158 партій, в яких набрав 91 очко (+65-41=52), що становить 57,6 % від можливих очок.
| Рік  | Місце проведення | Турнір                 | Результат | + | — | = | Місце   |
| ---- | ---------------- | ---------------------- | --------- | - | - | - | ------- |
| 1937 | Київ             | 9-й чемпіонат України  | 7 з 17    | 4 | 7 | 6 | 14      |
| 1939 | Дніпропетровськ  | 11-й чемпіонат України | 7 з 15    | 6 | 7 | 2 | 10      |
| 1940 | Київ             | 12-й чемпіонат України | 9½ з 17   | 8 | 6 | 3 | 6 — 7   |
| 1944 | Київ             | 13-й чемпіонат України | 10 з 12   | 9 | 1 | 2 | Gold    |
| 1945 | Київ             | 14-й чемпіонат України | 9 з 14    | 7 | 3 | 4 | — 4     |
| 1947 | Київ             | 16-й чемпіонат України | 11 з 16   | 7 | 1 | 8 | Silver  |
| 1948 | Київ             | 17-й чемпіонат України | 7½ з 18   | 4 | 7 | 7 | 13 — 15 |
| 1950 | Київ             | 19-й чемпіонат України | 7½ з 17   | 3 | 5 | 9 | 13      |
| 1951 | Київ             | 20-й чемпіонат України | 11½ з 17  | 9 | 3 | 5 | — 4     |
| 1952 | Київ             | 21-й чемпіонат України | 11 з 15   | 8 | 1 | 6 | Silver  |

## Інші турнірні результати
| Рік       | Місце проведення | Турнір                         | Результат | + | —  | =  | Місце   |
| --------- | ---------------- | ------------------------------ | --------- | - | -- | -- | ------- |
| 1931      | Київ             | Чемпіонат Києва                | 3 з 10    | 2 | 6  | 2  | 9 — 10  |
| 1932      | Київ             | Чемпіонат Києва                | 4½ з 14   | 3 | 8  | 3  | 10 — 11 |
| 1936      | Київ             | Чемпіонат Києва                | 8 з 13    | 6 | 3  | 4  | — 5     |
| 1937      | Київ             | Чемпіонат Києва                | 8 з 12    | 7 | 3  | 2  | — 4     |
| 1939      | Київ             | Чемпіонат Києва                | 10 з 14   | 8 | 2  | 4  | — 4     |
| 1940      | Київ             | Чемпіонат Києва                | 11 з 13   |   |    |    | Gold    |
| 1941      | Київ             | Чемпіонат Києва                | 9 з 12    | 6 | 0  | 6  | Gold    |
| 1946      | Тбілісі          | Півфінал 14-го чемпіонату СРСР | 10½ з 17  | 6 | 2  | 9  | 4 — 5   |
| 1947      | Ленінград        | 15-й чемпіонат СРСР            | 7 з 19    | 2 | 7  | 10 | 17 — 18 |
| 1950      | Київ             | Півфінал 18-го чемпіонату СРСР | 5½ з 15   | 3 | 7  | 5  | 16      |
| 1952      | Мінськ           | Півфінал 20-го чемпіонату СРСР | 10½ з 17  | 7 | 3  | 7  | 2 — 4   |
|           | Москва           | 20-й чемпіонат СРСР            | 5 з 19    | 1 | 10 | 8  | 20      |
| 1953      | Мінськ           | 19-й чемпіонат Білорусі        | 9 з 13    | 7 | 2  | 4  | — 4     |
| 1954      | Мінськ           | 20-й чемпіонат Білорусі        | 10½ з 15  | 8 | 2  | 5  | — 3     |
| 1955      | Мінськ           | 21-й чемпіонат Білорусі        | 8 з 13    | 6 | 3  | 4  | 5       |
| 1956      | Мінськ           | 22-й чемпіонат Білорусі        | 12 з 15   |   |    |    | — 2     |
| 1959      | Єреван           | Півфінал 26-го чемпіонату СРСР | 8 з 15    | 6 | 5  | 4  | 7 — 9   |
| 1960      | Вітебськ         | 26-й чемпіонат Білорусі        | 9½ з 16   | 8 | 5  | 3  | 5 — 6   |
| 1961      | Мінськ           | 27-й чемпіонат Білорусі        | 9½ з 16   | 7 | 4  | 5  | 5 — 6   |
| 1963      | Мінськ           | 29-й чемпіонат Білорусі        | 11½ з 17  |   |    |    | — 4     |
|           | Свердловськ      | Півфінал 31-го чемпіонату СРСР | 8 з 15    | 6 | 5  | 4  | 6 — 7   |
| 1964      | Мінськ           | 30-й чемпіонат Білорусі        | 10½ з 15  | 9 | 3  | 3  | 4       |
|           | Кишинів          | Півфінал 32-го чемпіонату СРСР | 11½ з 17  | 8 | 2  | 7  | 2       |
| 1964/1965 | Київ             | 32-й чемпіонат СРСР            | 6½ з 19   | 2 | 8  | 9  | 18      |